# مايكل ويلي
مايكل ويلي (بالإنجليزية: Michael Wiley)‏ هو لاعب كرة قدم أمريكية أمريكي، ولد في 15 يناير 1978 في سبرينغ فالي في الولايات المتحدة.

## وصلات خارجية
- مايكل ويلي على موقع مرجع كرة القدم المحترفة.كوم (الإنجليزية)